# Messschreiber

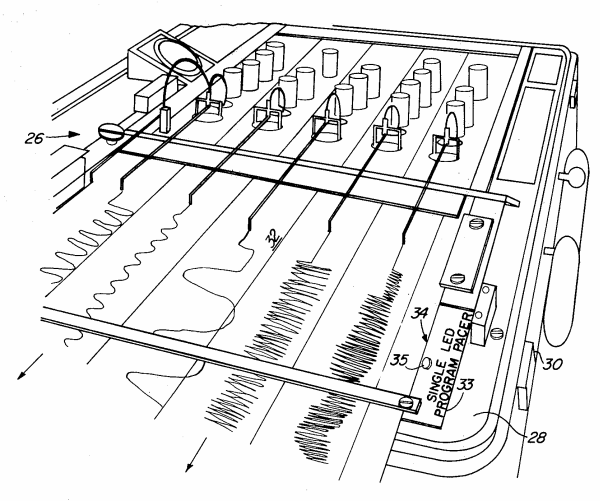
Messschreiber mit mehreren Kanälen

Messschreiber sind schreibende Messgeräte, die den zeitlichen Verlauf der Messgröße direkt in ein Liniendiagramm auf Papierbahnen aufzeichnen. Sie sind funktionell durch die leistungsfähigeren Datenlogger und in manchen Anwendungen auch durch digitale Speicheroszilloskope ersetzbar.

## Zeigerauslenkung

### Hitzdraht
Der Zeiger, der zugleich den Schreibstift trägt, wurde besonders in den Anfangsjahren der Elektrotechnik durch Hitzdrähte (siehe Hitzdrahtinstrument) ausgelenkt, da nur sie die erforderliche, verhältnismäßig hohe Kraft aufbrachten, die der Schreibstift für seine Bewegung benötigt. Nachteilig war die lange Reaktionszeit.
Hitzdrahtinstrumente zeigen den Effektivwert eines Stromes oder einer Spannung an.

### Elektrodynamische und -magnetische Auslenkung
Der Zeiger wird mit einem großen Drehspulmesswerk oder einer Tauchspule elektrodynamisch angetrieben. Das Verfahren kommt nur bei Punktschreibern in Frage, da nur hier die Kraft auf den Zeiger bzw. Stift null ist.
Das Gleiche gilt für elektromagnetische Antriebe wie Dreheisenmesswerke. Auch Dreheisenmesswerke zeichnen den Effektivwert auf.

### Kompensationsschreiber

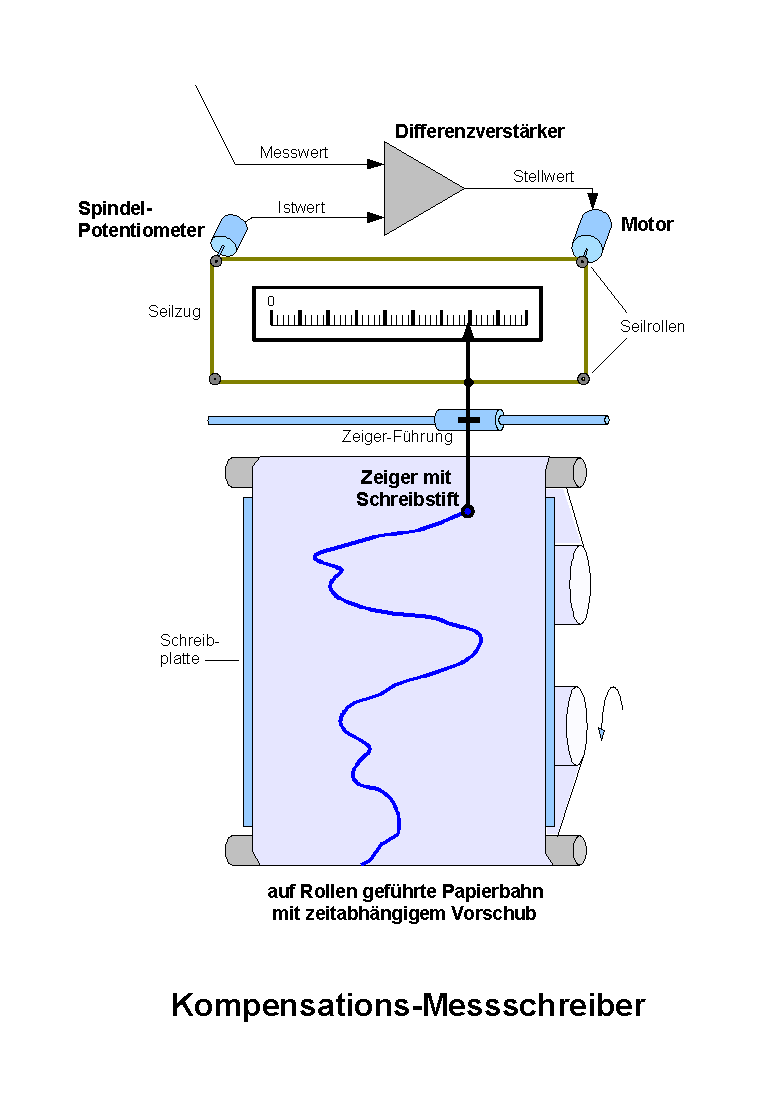
Kompensations-Messschreiber

Mit dem Aufkommen erschwinglicher Verstärkertechnik setzte sich der Kompensationsschreiber durch. Bei diesem wird der Zeiger von einem kleinen Elektromotor angetrieben, der über einen Seilzug den Zeiger schleppt. Mit der Zeigerstellung wird auch ein Widerstand (Potentiometergeber) verstellt, der den Istwert an einen Differenzverstärker liefert. Dieser wird ständig gemäß dem Prinzip der Spannungs-Kompensation mit dem Messwert verglichen. Treten Abweichungen zwischen Mess- und Istwert auf, regelt der Verstärker über den Motorstrom die Zeigerstellung nach. Solche Schreiber können Messwertänderungen von einigen Millisekunden noch erfassen.
Bei Kompensationsschreibern sind alternierende oder echte Mehrkanalausführungen möglich. Die meisten haben zwei Kanäle, aber es gibt auch solche mit acht oder noch mehr Messeingängen.

### Weitere Zeigerantriebe
Folgende nichtelektrische Größen können den Zeiger bzw. Stift von Schreibern antreiben (Beispiele):
- Feuchtigkeit (Prinzip des Haar-Hygrometers)
- Druck (Druckmessdose), hieraus abgeleitet z. B. die Flughöhe (barometrischer Höhenmesser), die Fluggeschwindigkeit (Staurohr); siehe hierzu Flugschreiber.

## Aufzeichnung

### Linienschreiber
Ein Linienschreiber schreibt einen Messwerteverlauf kontinuierlich als Funktion der Zeit auf eine Papierrolle. Die ersten Linienschreiber schrieben mit einem hauchdünnen Glasröhrchen, welches an dem Messwerkzeiger befestigt ist und durch das spezielle Tinte das Papier beschrieb. Um den Zeigerausschlag des Messwerkes linear und nicht halbkreisförmig auf das Papier zu schreiben, ist eine zusätzliche Mechanik erforderlich. Weil die Reibung des Glasröhrchens auf dem Papier das Messwerk am Zeigerausschlag hinderte, sind große Messwerke erforderlich. Erst der Papiervorschub ermöglicht einen halbwegs genauen Zeigerausschlag, da dadurch die Reibung umgelenkt wird. Kompensationsschreiber vermeiden dieses Problem.

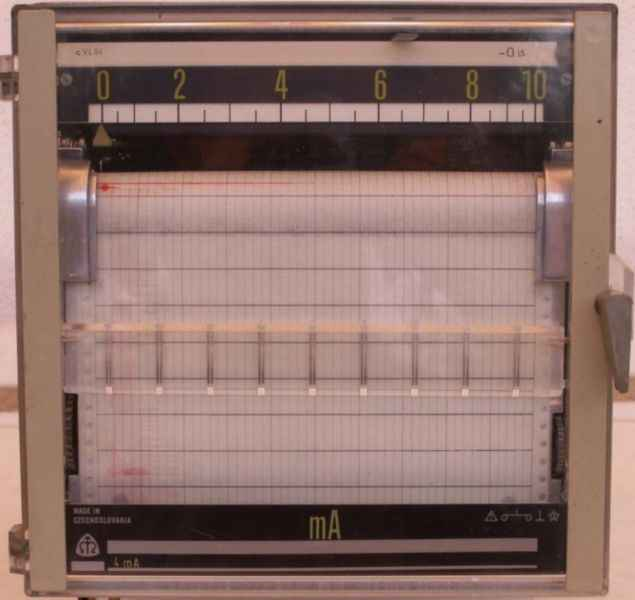
Linienschreiber
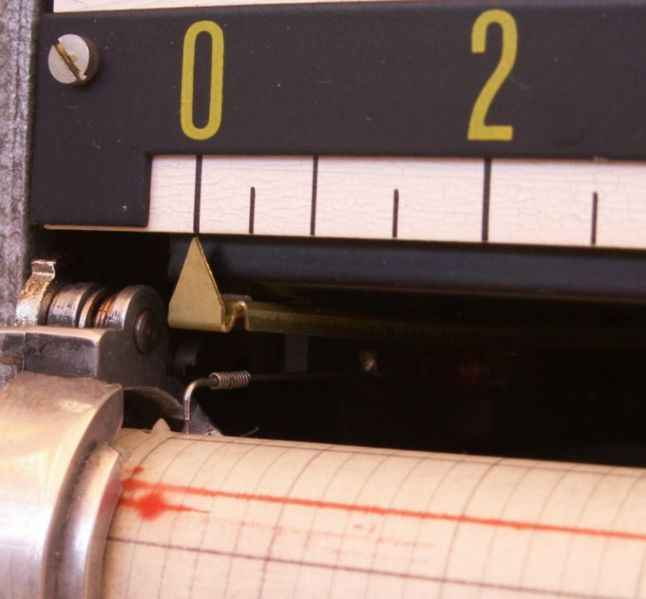
Schreibstift eines Linienschreibers
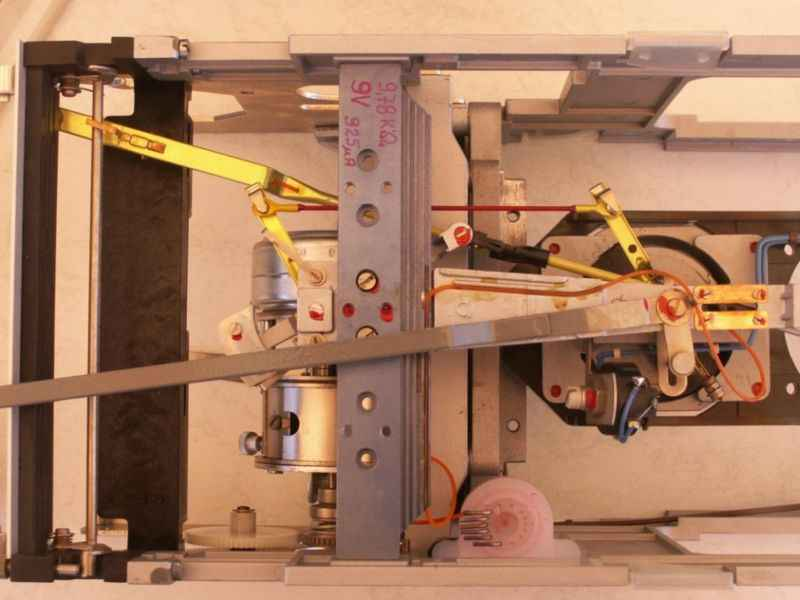
Zeigermechanik an einem Linienschreiber
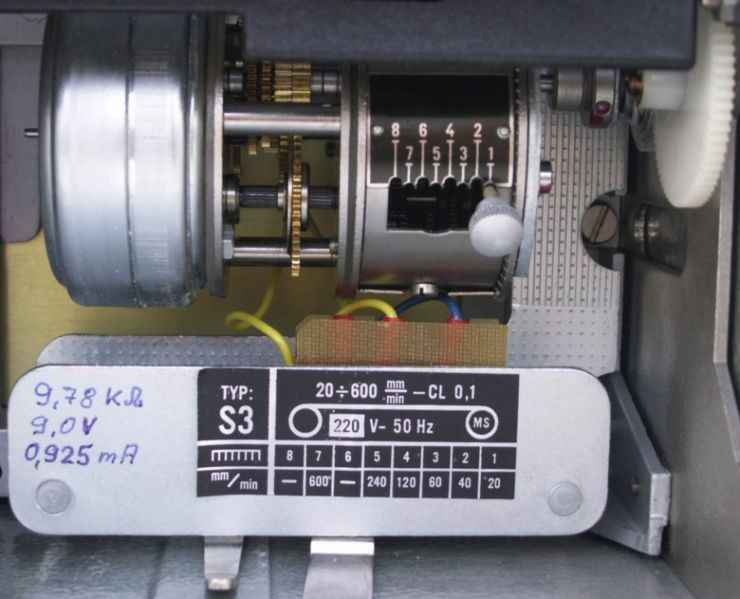
Einstellung des Papiervorschubs an einem Linienschreiber
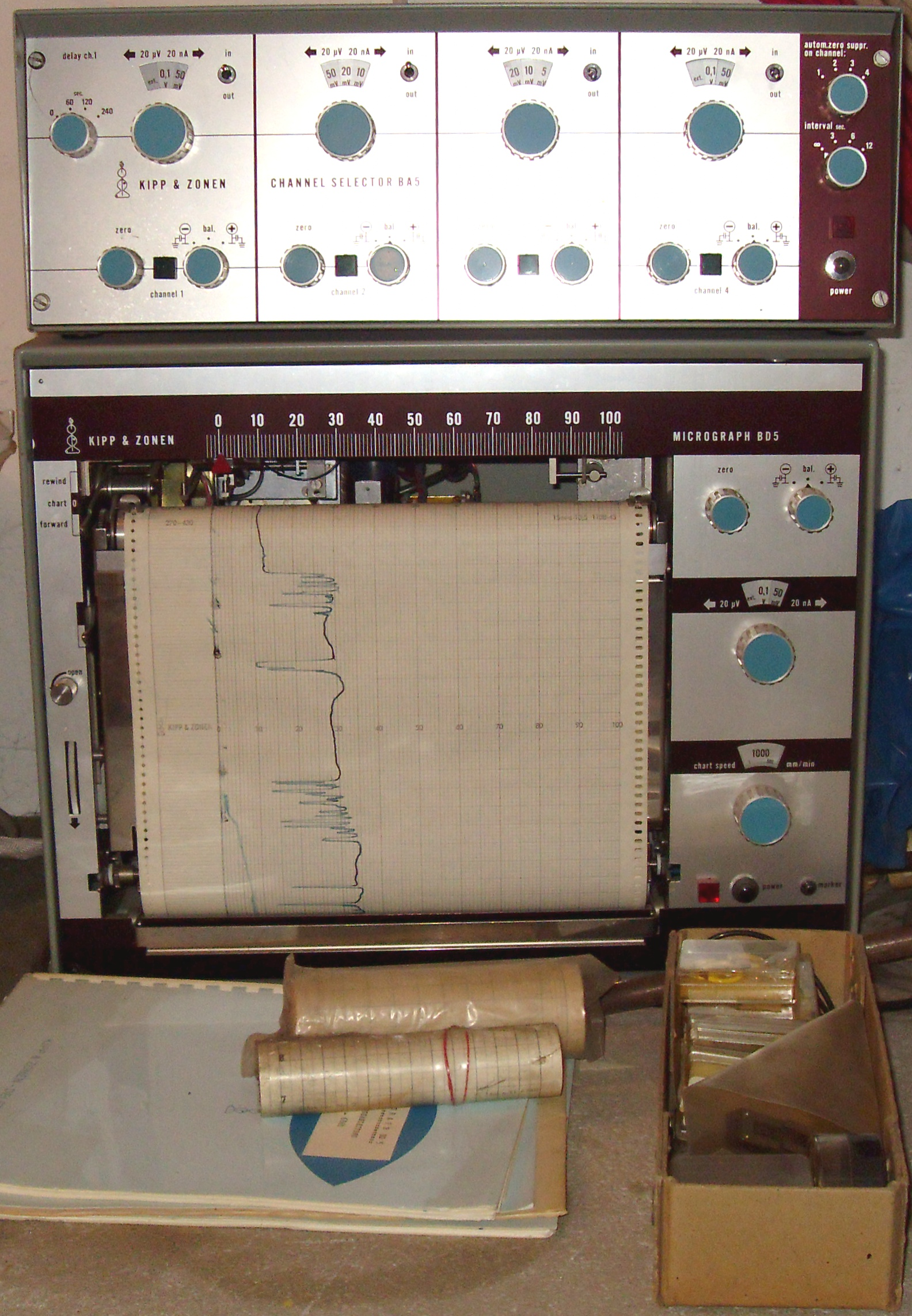
Linienschreiber mit Eingangsverstärker und Zubehör

### Punktschreiber
Um bei Dreheisen- oder Drehspul-Messwerken den Zeiger frei beweglich zu halten, wurden Punktschreiber entwickelt. In bestimmten Zeitabständen wurde der Zeiger, der sich in kleinem Abstand frei über dem Papier bewegen konnte und mit einer punktförmigen Erhöhung versehen war, durch einen Elektromagneten oder durch ein mechanisch angetriebenes Uhrwerk auf ein Farbband gedrückt. Durch das Farbband stempelte der Punkt auf dem Zeiger einen Punkt auf das Papier. Durch Verwendung mehrfarbiger Farbbänder, die im gleichen Takt umgeschaltet wurden wie die verschiedenen Messeingänge, konnte man mehrere Kurven quasi gleichzeitig aufzeichnen. Allerdings eignete sich dieses Verfahren nur für langsam ablaufende Vorgänge, da während der Umschaltpausen Messwertspitzen „verschluckt“ wurden. Der Vorschub wurde so gewählt, dass die einzelnen Punkte eine geschlossene Linie ergaben. Nach diesem Prinzip arbeiteten auch ältere Flugschreiber.
Die Erzeugung der Punkte wurde teilweise auch durch impulsförmige elektrische Entladungen (Funken) erreicht. Hierbei kann sich der Zeichenpunkt immer frei bewegen.
Auch Fallbügelschreiber sind Punktschreiber. Sie sind eine Weiterentwicklung des Linienschreibers, kommen jedoch mit viel kleineren Messwerken aus, da sich die Zeiger frei bewegen können. Aufgrund langer Zeiger ist keine Linearisierung notwendig. Zum Schreiben fällt in regelmäßigen Abständen ein Fallbügel auf den Zeiger eines Messwerkes. Das sich darunter befindende Druckerband beschreibt den laufenden Papierstreifen, der durch einen Synchronmotor bewegt wird. Die Vorschubgeschwindigkeit des Papieres lässt sich durch Verschieben von Zahnrädern ändern. Beim Mehrkanal-Fallbügelschreiber werden bis zu 6 Messwerte durch Eingangsumschaltung und Farbbandumschaltung nacheinander farbig unterschiedlich geschrieben. Somit können 6 verschiedene Messwerte auf einem Papierband protokolliert werden.

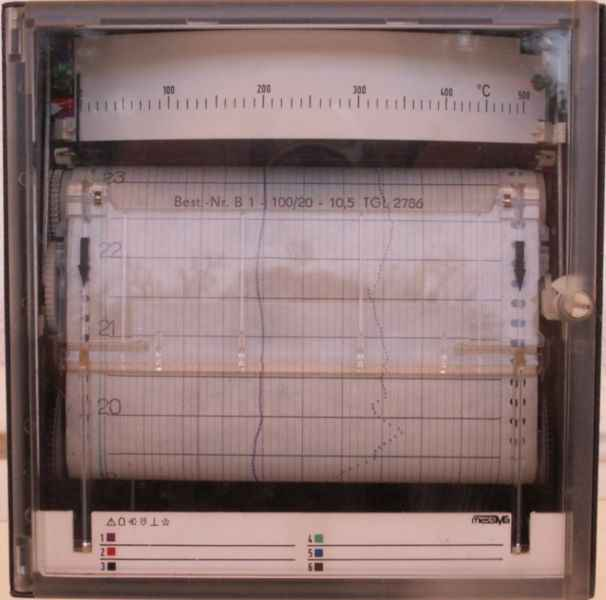
Fallbügelschreiber
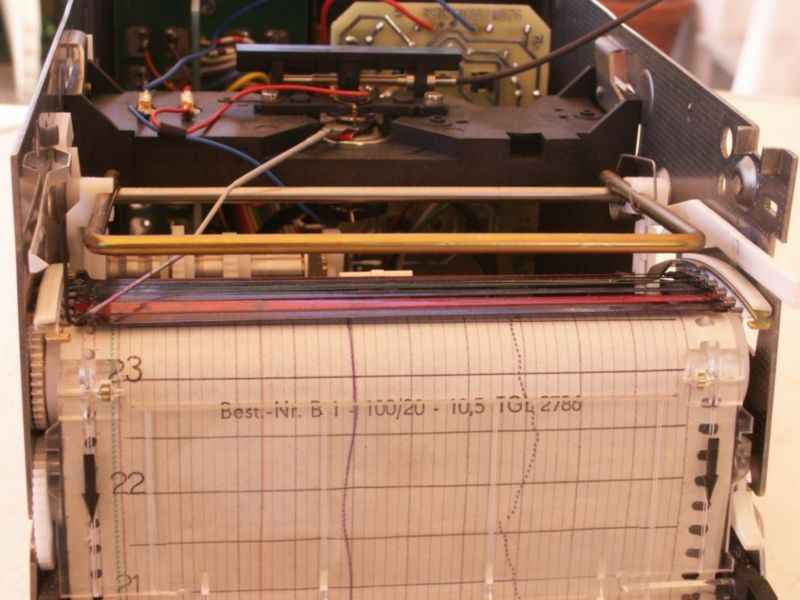
Fallbügel und Farbband
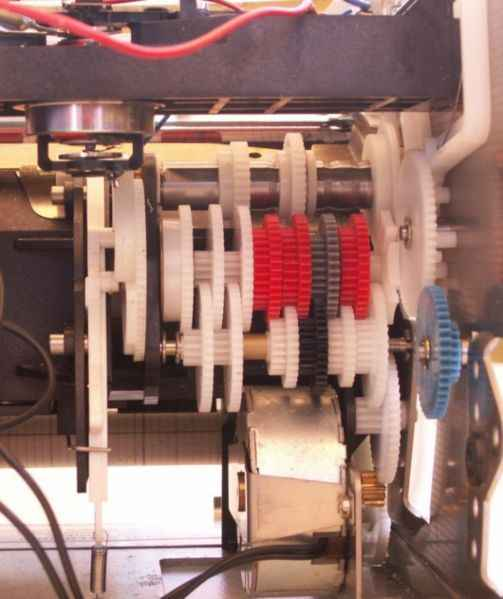
Einstellung zum Papiervorschub an einem Fallbügelschreiber
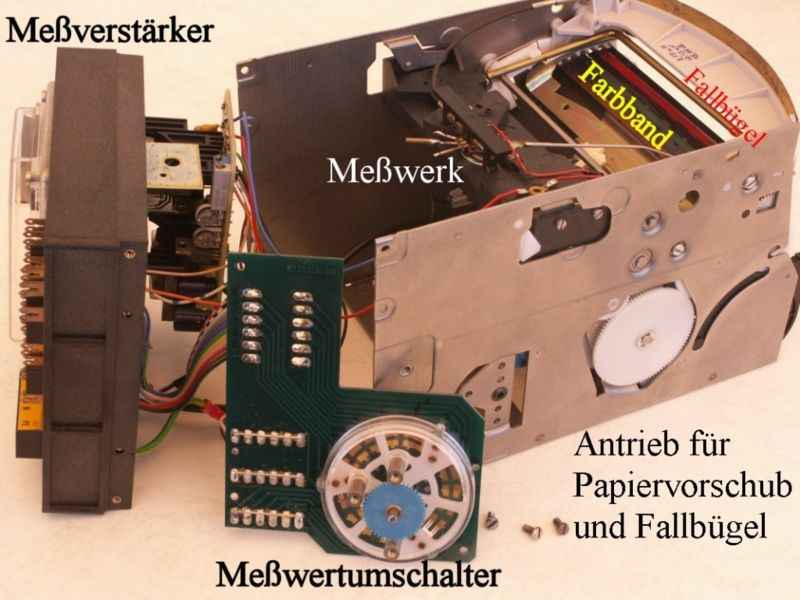
Übersicht über einen Fallbügelschreiber

## Papiervorschub

### Antriebe

#### Federwerk
Autonom arbeitende Schreiber (z. B. Feuchtigkeits-Aufzeichnung in Museen) werden oft von einem Federwerk bzw. einem mechanischen Uhrwerk angetrieben. Solche Schreiber arbeiten mit einem Aufzug ca. 1…2 Wochen, das Aufziehen fällt mit dem Austausch des beschriebenen Papieres zusammen.

#### Gleichstrommotor
Gleichstrommotoren sind zu diesem Zweck mit einem Fliehkraftregler ausgerüstet. Ältere Flugschreiber waren z. B. so angetrieben.

#### Synchronmotor
Der Papiervorschub wird mit Synchronmotoren mit konstanter Drehzahl (Kopplung an die Netzfrequenz) ausgeführt, die durch Getriebe untersetzt sind. Durch verschiebbare Zahnräder (Schaltgetriebe) konnte der Vorschub in Stufen verstellt werden.

#### Schrittmotor
Heute werden meist Schrittmotoren für den Papiervorschub verwendet. Deren Drehzahl ist mit Hilfe von quarzgesteuerten Oszillatoren und Frequenzteilern über weite Bereiche ohne Getriebeumschaltung sehr genau elektrisch einstellbar.

### Übertragung des Vorschubes
Der Vorschub wird über Getriebe und Stachelräder auf die Papierbahn übertragen. Durch die Stachelräder wird Schlupf und Schräglauf des Papiers vermieden.

### Vorschubgeschwindigkeit
Die Vorschubgeschwindigkeit reicht von wenigen Millimetern pro Stunde bis zu ca. einem Meter pro Sekunde. Für spezielle Messungen oder bei der Fehlersuche können auch wesentlich größere oder kleinere Vorschübe erforderlich sein.

Die Messwerte einiger zurückliegender Minuten, Stunden oder Tage sind auf der Schreibplatte oder einem Zylinder sichtbar.

## Schreiberpapier
Für Schreiber wird holzfreies Papier verwendet, auf das über die ganze Bahnlänge die Skala des Messschreibers aufgedruckt ist, um an jeder Stelle des Streifens die Messwerte ablesen zu können. Quer zur Bahn sind Zeitabstände markiert. Die beiden Längsränder sind perforiert. In diese Perforation greifen die Stachelräder der Vorschubwalzen ein.
Teilweise wird beschichtetes farbiges Papier verwendet, wobei durch Druck des Zeigers die Beschichtung entfernt und die Messkurve als farbige Linie sichtbar wird.

## Eingangssignale
Messschreiber für den industriellen Einsatz werden für die in der Mess- und Regeltechnik üblichen Einheitssignale 0...20 mA bzw. 4...20 mA ausgelegt. Also müssen alle anderen Signalarten über Trennverstärker oder ähnliche Baugruppen angepasst werden.

## Spezielle Ausführungen

### Vielfachmessschreiber
Für Versuchszwecke oder zur Fehlersuche benötigt man Geräte, die verschiedene Signalarten verarbeiten können. Ähnlich wie Multimeter haben sie verschiedene Eingangsbereiche für Strom, Spannung, Widerstand oder andere, elektrisch erfassbare Messgrößen. Außerdem ist ihr Vorschubbereich sehr weit variierbar, so dass sowohl schnelle, als auch langsame Änderungen gut visualisiert werden können. Alle Einstellungen sind ohne Eingriff ins Gerät änderbar.

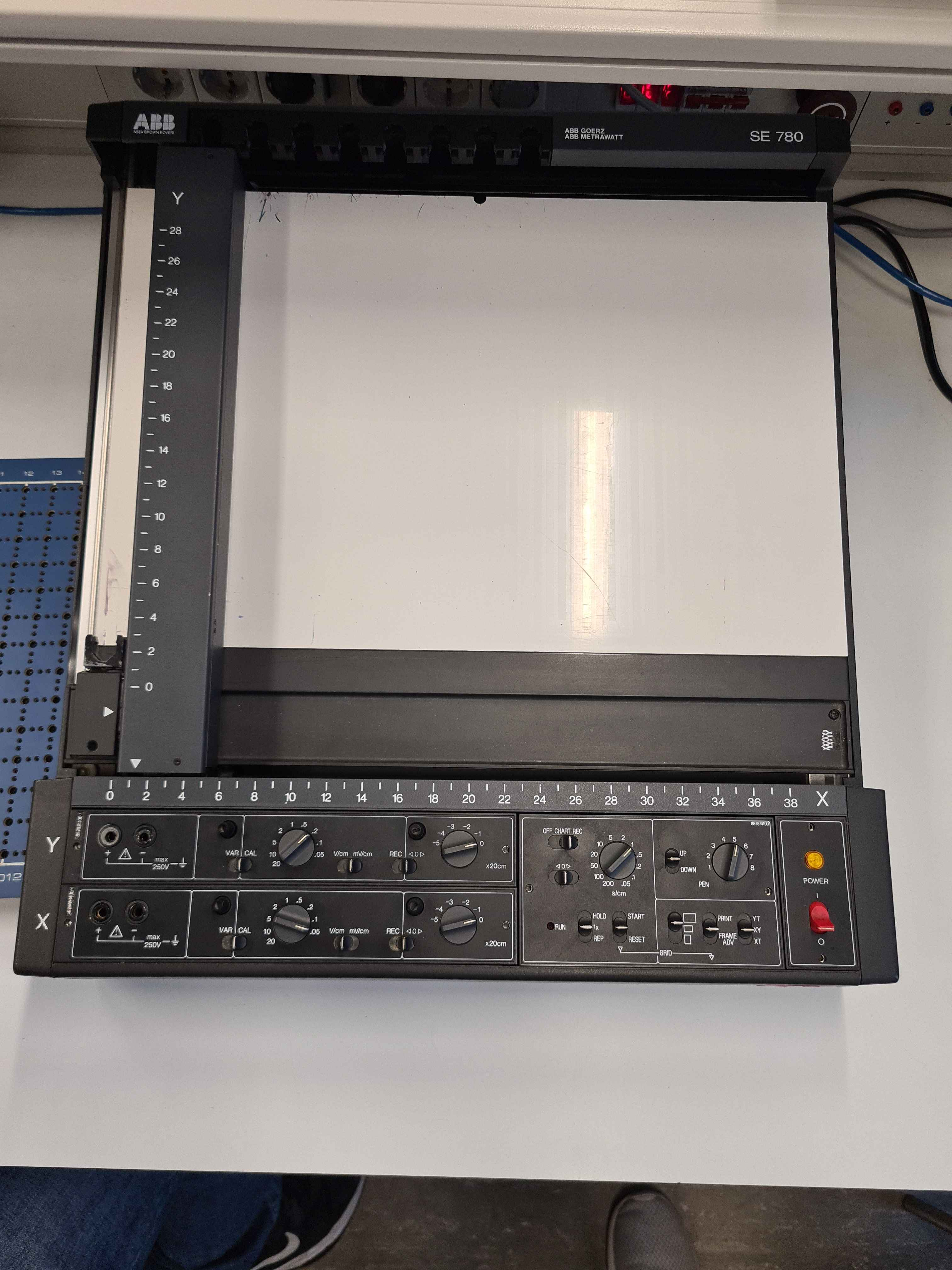
SE 780 X-Y-Schreiber von ABB

### X-Y-Schreiber
Diese Schreiber, genannt auch Koordinatenschreiber, haben anstatt der Zeitachse eine zweite Messwertachse. Sie haben keinen Vorschub, sondern die Schreibplatte wird mit einem Blatt Papier belegt. Sie eignen sich hervorragend zum Aufnehmen von Kennlinien, da eine Größe in Abhängigkeit von einer zweiten Größe dargestellt werden kann. Die Technik ähnelt der von digitalen Plottern, aber sie arbeiten mit analogen Eingangssignalen. Das Papier wird meist mit einer elektrostatischen Aufladung auf der Grundplatte fixiert.

### Digitale Messschreiber
Mit dem Einzug der Computertechnik ergab sich die Möglichkeit, Messgrößen über Analog-Digital-Umsetzer ins binäre Format zu übersetzen und zu speichern. Über entsprechende Software können diese Werte dann so aufbereitet werden, dass sie als Liniendiagramme am Bildschirm angezeigt werden können. Gegenüber herkömmlichen Schreibern haben sie folgende Vorteile: Hohe Geschwindigkeit (bis zu mehreren Milliarden Messungen pro Sekunde), gute Archivierbarkeit, kein Papierverbrauch und durch die in Zahlen vorliegenden Messwerte gute statistische Auswertbarkeit. Deshalb ersetzen sie allmählich in der Industrie die ältere Schreibergeneration. Wenn doch ein Papierausdruck einer Messkurve benötigt wird, erhält man den wie bei anderen Computergrafiken mit Hilfe eines grafikfähigen Druckers oder eines Plotters.